# John Cox
John Cox IV, (Caracas, 6 de junho de 1981) é um basquetebolista venezuelano que atualmente joga pelo STB Le Havre disputando a Liga Francesa de Basquetebol. O atleta possui 1,94m e atua na posição armador e Ala-armador. Primo de primeiro-grau do famoso Kobe Bryant. Defendendo a Seleção Venezuelana, participou da inédita conquista da Copa América de 2015 na Cidade do México que credenciou a Venezuela ao Torneio Olímpico nos Jogos Olímpicos de Verão de 2016.